# Webley Revolver
A Webley Revolver a Brit Birodalomban, később a Brit Nemzetközösségben rendszeresített 11,5 mm-es űrméretű szolgálati revolver.

## Története
Az első Webley által gyártott revolvert 1887-ben rendszeresítették a brit hadseregben és haditengerészetnél. A revolver csöve a dobbal együtt előre lebillenthető, ilyenkor az ejektor automatikusan kilöki az elhasznált töltényhüvelyeket, ami után a töltés kézzel elvégezhető. A szolgálati fegyverek a Mark V-ig 4”-es csővel készültek, a Mark VI-ost már 6”-es csővel gyártották. A Mark V-ös dobját meg kellett erősíteni, hogy kibírja a füst nélküli lőpor nyomását, ugyanis az előző változatokat még fekete lőporos lőszerhez tervezték. A Mark VI-os a 6”-es csövön kívül az áttervezett, kicsit szögletesebb markolatban, és a leszerelhető elülső irányzékban különbözött a Mark V-től. Bár elméletileg a brit hadseregben már 1932-től leváltotta a .38-as lőszert tüzelő Enfield No. 2. revolver, még a második világháborúban is széles körben használták a brit katonák.

## Fordítás
- Ez a szócikk részben vagy egészben az Webley Revolver című angol Wikipédia-szócikk ezen változatának fordításán alapul.  Az eredeti cikk szerkesztőit annak laptörténete sorolja fel. Ez a jelzés csupán a megfogalmazás eredetét és a szerzői jogokat jelzi, nem szolgál a cikkben szereplő információk forrásmegjelöléseként.